# Rhis whitleyi
Rhis whitleyi är en tvåvingeart som beskrevs av Mcalpine 1991. Rhis whitleyi ingår i släktet Rhis och familjen tångflugor. Inga underarter finns listade i Catalogue of Life.